# Sanam Marvi
Sanam Marvi (en urdu: صنم ماروی) (Hyderabad, 17 de abril de 1986) es una cantante de folk y sufi paquistaní. Ella canta en sindi, punjabi y balochi.

## Biografía
Sanam Marvi tuvo una infancia de dificultades. Ella es de una familia sindhi. Su padre, Gulsher Tewino, también era un cantante folklórico sindi. Marvi comenzó a entrenar a los 7 años.Su entrenamiento inicial de música clásica, por 2 años, fue de Madame Aabida Parveen, Sindh, en la tradición Gwalior gharana. Ella dice que también aprendió mucho con la cantante popular Abida Parveen.
Sanam Marvi se estrenó en 2009 en Virsa Heritage, un programa de música en Pakistán Television Corporation conducido por Yousuf Salahuddin. Ella dice con amor que él es "como una baba para ella" (una figura paterna) por darle un gran descanso en la industria del entretenimiento paquistaní. Más tarde actuó en Coke Studio, en Pakistán - una serie de televisión paquistaní con presentaciones de música en vivo.
Marvi realiza shows sufi en todo el mundo. Ella es considerada una de las 3 mejores artistas de los géneros sufi, ghazal y folk. Los otros 2 son Abida Parveen y Tina Sani. Ella debutó en la India con una performance en el Jahan-y-Khusrau de 2010, el festival de música sufi organizado por el famoso productor de cine Muzaffar Allí, de la película Umrao Jaan, de 1981. En febrero de 2011, ella se presentó con la cantante hindú Rekha Bhardwaj en el evento Aman ki Asha del Equipos of India en el Chowmahalla Palace, Hyderabad, India.
Marvi hizo su debut en concierto en vivo en 2012 con actuaciones realizadas en Londres, París, Nueva York - cantando al lado de Hadiqa Kiyani y Allí Zafar.
Sanam Marvi considera que las cartas escritas por poetas sufíes tienen un atractivo universal y atemporal entre el público y que la gente encuentra consuelo en esas palabras.
Recientemente, continuó el legado del género folk y cantó Hairaan Hua desde la plataforma del Coke Studio.